# Anna Battke
Anna Battke (Düsseldorf, 3 gennaio 1985) è un'astista tedesca.

## Palmarès
| Anno | Manifestazione   | Sede     | Evento           | Risultato | Prestazione | Note |
| ---- | ---------------- | -------- | ---------------- | --------- | ----------- | ---- |
| 2007 | Europei under 23 | Debrecen | Salto con l'asta | Bronzo    | 4,35 m      |      |
| 2008 | Mondiali indoor  | Valencia | Salto con l'asta | 8ª        | 4,45 m      |      |
| 2009 | Europei indoor   | Torino   | Salto con l'asta | Bronzo    | 4,65 m      |      |
| 2009 | Mondiali         | Berlino  | Salto con l'asta | 7ª        | 4,40 m      |      |